# نو آي وال
No Hay Igual هي أغنية للكندية نيللي فرتادو، طرحت في أبريل 2006، تتميز بأنها أغنية ريجيه تون، طرحتها نيلي بأكثر من نسخة منها نسخة الألبوم ونسخة الكليب حيث أصدرتها في الكليب على شكل دويتو مع Residente Calle 13 أحد أعضاء فرقة Calle 13 اللاتينية، الكليب صوّر في أحياء لاتينية قديمة تماشياً مع اللون الموسيقي الخاص بالأغنية.

## نبذة

### معلومات الأغنية
- تاريخ الإصدار: أبريل 2006
- التسجيل: ميامي، فلوريدا
- النوع: Pop، Reggaeton
- المدة: 3:40
- كلمات:Nelly Furtado، Hills، Beanz، Mosley
- ألحان: Timbaland، Danja & Stewart
- إخراج: Israel Lugo & Gabriel Coss

### فيديو كليب

نيلي تتناول البوظة في الكليب

في بداية الكليب تجول نيلي فرتادو بين أحياء قديمة فقيرة حتى تصل إلى حبيبها الذي يحييها ويخرجا معاً ليكتمل الفيديو ببقية اليوم حيث يرقصون ويلعبون البلياردو.

### الصيغ وقائمة الأغاني
هذه مجموعة السيديز التي أصدرت للأغنية في مجموعة من الدول.
| فينال سنغل 1. "No Hay Igual" 2. "No Hay Igual" (instrumental) | سيدي سنغل 1. "No Hay Igual" (album version) 2. "No Hay Igual" (remix) featuring Residente Calle 13 3. "No Hay Igual" (instrumental) 1. 2. 3. |